# Lutol
Lutol – wieś w Polsce położona w województwie lubuskim, w powiecie żarskim, w gminie Lubsko.
W latach 1975–1998 miejscowość administracyjnie należała do województwa zielonogórskiego.

## Części wsi
| SIMC    | Nazwa    | Rodzaj     |
| ------- | -------- | ---------- |
| 0911180 | Janowice | przysiółek |

## Zabytki
Do wojewódzkiego rejestru zabytków wpisany jest:
- kościół ewangelicki, obecnie rzymskokatolicki filialny pod wezwaniem św. Wojciecha, z 1830 roku, przebudowany w połowie XX wieku.